# Celeste (São Tomé)
Celeste é uma aldeia de São Tomé e Príncipe, localiza-se no Distrito de Caué, ilha de São Tomé, próxima às localidades de Vila Aida e de Praia Grande.